# Dârlești
Dârlești falu Romániában, Erdélyben, Fehér megyében. Közigazgatásilag Arada községhez tartozik.

## Fekvése
Trifeşti mellett fekvő település.

## Története
Dârleşti korábban Trifești része volt. 1956-ban vált külön településsé 201 lakossal. 1966-ban 430, 1977-ben 431, 1992-ben 378, a 2002-es népszámláláskor pedig 358 román lakosa volt.